# Rachel Maclean (femme politique)
Pour les articles homonymes, voir Rachel Maclean et Maclean.
Rachel Helen Maclean, née le 3 octobre 1965 à Chennai, est une femme politique du Parti Conservateur qui est députée pour Redditch de 2017 à 2024. Elle entre à la chambre des Lords le 5 février 2025.

## Biographie
Rachel Helen Cooke est née le 3 octobre 1965 à Madras (aujourd'hui Chennai), de David et Anthea Cooke. Elle étudie la Psychologie Expérimentale à St Hugh's College, Oxford, et obtient un diplôme de Maîtrise en Psychologie du travail à l'Université Aston. Après ses études, elle entre en 1989 à HSBC, travaillant en Australie, au Japon et en Chine. En 2005, elle fonde une société d'édition spécialisée dans les technologies de l'information avec son mari, David.

## Carrière parlementaire
Maclean se présente à Birmingham Northfield en 2015, et est battue par le sortant travailliste Richard Burden,. Elle vote pour que le Royaume-Uni reste au sein de l'Union européenne en juin 2016, mais a toujours dit que c'est son "devoir" de travailler avec le Gouvernement afin d'offrir un Brexit aux 62% des électeurs de Redditch qui ont voté au référendum pour quitter l'Union Européenne.
En avril 2017, Karen Lumley, députée conservateur de Redditch annonce qu'elle ne se représente pas juin 2017 en raison de problèmes de santé. Le mois suivant, Maclean est choisie pour être la candidate du parti conservateur à l'élection. Elle remporte le siège avec 23,652 voix et une majorité de 7,363 voix (16.3%). Dans la même année, elle co-préside la campagne d'Andy Rue pour devenir le maire de la West Midlands. En juillet, dans son premier discours parlementaire, elle indique que sa première priorité serait de "se battre pour protéger et renforcer les services de santé local" en particulier l'Hôpital Alexandra à Redditch.
En février 2018, Maclean est choisie pour être la présidente du groupe parlementaire multipartite (APPG) sur les Femmes au Parlement. Le mois suivant, elle est nommée Secrétaire parlementaire privé (PPS) pour le ministère de l'Intérieur. Elle devient ministre d’État au Logement et à la Planification du 7 février au 13 novembre 2023.
Elle est faite pair à vie et entre à la chambre des Lords le 5 février 2025.

## Vie personnelle
Rachel vit dans le comté de Redditch circonscription et est mariée à David Maclean depuis 1992. Ils ont quatre enfants.